# IC 5280
IC 5280 је спирална галаксија у сазвјежђу Тукан која се налази на листи објеката дубоког неба у Индекс каталогу.
Деклинација објекта је - 65° 12' 27" а ректасцензија 23h 3m 50,0s. Привидна величина (магнитуда) објекта IC 5280 износи 14,3 а фотографска магнитуда 15,1. IC 5280 је још познат и под ознакама ESO 109-33, PGC 70372.